# Chionea (Sphaeconophilus) macnabeana
Chionea (Sphaeconophilus) macnabeana is een tweevleugelige uit de familie steltmuggen (Limoniidae). De soort komt voor in het Nearctisch gebied.